# Manduca lucetius
Espèce
Manduca lucetius est une espèce de papillons de nuit de la famille des Sphingidae, de la sous-famille des Sphinginae et de la tribu des Sphingini.

## Distribution et habitat
Distribution
Il se trouve au Surinam, au Brésil, en Équateur, au Pérou, en Bolivie et au Paraguay.et en Guyane Française

## Biologie
Les larves se nourrissent sur les espèces du genre Lycopersicon (y compris Lycopersicon esculentum), mais aussi sur Brugmansia arborea, Brunfelsia uniflora, Capsicum annuum et Solanum sisymbriifolium.

## Systématique
- L'espèce Manduca lucetius a été décrite par l'entomologiste allemand Pieter Cramer en 1780, sous le nom initial de Sphinx lucetius[1].
- La localité type est le Surinam.

## Synonymie
- Sphinx lucetius Cramer, 1780 Protonyme
- Protoparce perplexa Rothschild & Jordan, 1910[2]